# Ronnie Camacho
Ronaldo Camacho Durán (26 de octubre de 1935, Empalme, Sonora), conocido como el “Ropero de Empalme”, jugó 22 años de manera profesional. Fue uno de los bateadores y jonroneros más poderosos del béisbol mexicano durante varios años.

## Primeros Años
De niño fue motivado a ser deportista. Su padre era boxeador. Su tío Laureano Camacho (fue receptor del Unión Laguna), le regaló un guante que le mandó regalar el maestro y superestrella cubano Martín Dihigo. 

## Carrera Profesional
Es el 8.º en jonrones de todos los tiempos con 317. En slugging (porcentaje de turnos al bate con respecto a las bases alcanzadas) ocupa el 13.º lugar de todos los tiempos con .430 de porcentaje, líder en carreras anotadas dos veces con 29 en la temporada (58-59) y 67 en (63-64), empatado con Ramón “Diablo” Montoya, esta cifra se mantiene como récord en la Liga, 15.º lugar de por vida con 447.

#### Ligas Menores en Estados Unidos.
En 1953-1955, participó en ligas menores de Estados Unidos, con Fresno, California sucursal de los Cardenales de San Luis de los Estados Unidos, en 100 juegos. 89 fueron como 2.ª base y 11 como 1.ª base. Tuvo 357 oportunidades al bate, conectó 89 hits, 12 dobles, 1 triple y 11 cuadrangulares para .249 de bateo. Después estuvo con los Zorros de Columbus.

#### Liga Arizona-Texas.
En 1953 se contrató con Águilas de Mexicali, jugando la segunda base. 

#### Liga Mexicana del Pacífico
Estuvo en 851 juegos, para 2,964 veces al bate, 759 hits, 90 dobles, 4 triples, 139 cuadrangulares, 1,274 bases alcanzadas, 453 carreras producidas. En 1954 alineó con los Yaquis de Cd. Obregón. Estuvo con Rieleros de Empalme (1958-59) y Ostioneros de Guaymas (1967-68). Fue manejador con Venados de Mazatlán (1973-74) y los llevó a la Serie del Caribe (1974).

##### Títulos y Récords en la liga
- Triple corona de bateo (1958-59)
- Ganó tres títulos de jonrones, 1962-64.
- Campeón de jonrones en 1964, 65 y 67
- En 1967 fue el jugador más valioso.
- Impuso récord de 27 cuadrangulares para una temporada jugando con Empalme, mismo que permanece desde aquel año, ya que ningún otro pelotero lo ha podido superar, habiéndole empatado Bob Darwin de Hermosillo en la campaña de 1971-72.
- 96 juegos jugados en una temporada.
- Se estableció el trofeo Ronaldo Camacho en honor al campeón por liderar como bateador tanto en la LMP como en la LMB. Con Puebla lo fue en 1963 con 39 jonrones aunque después fue superado por Hector Espino y Jack Pierce.[2]

#### Liga Invernal Veracruzana
En la temporada de 1956-57 estuvo participando con el equipo Xalapa de la Liga Invernal Veracruzana. 

#### Liga Mexicana de Beisbol
Sus números fueron: 2204 juegos jugados, para .272 de bateo, 7,019 Veces al bate, 1,190 Carreras anotadas, 1,912 Hits, 294 dobletes, 35 tripletes, 317 cuadrangulares y 1,273 Carreras producidas.
En 1956 llegó a la Liga, con los Tecolotes de Nuevo Laredo, donde jugaba como segunda base, que en lo sucesivo jugó la primera base, convirtiéndose en el mejor jugador de base inicial de todos los tiempos.
En 1963 con Pericos de Puebla rompió la marca de jonrones con 39 de Aldo Salvent (36). Héctor Espino lo superó al año siguiente con 46.
Después estuvo con Águila de Veracruz, Leones de Yucatán, Broncos de Reynosa, Tigres de México y Rieleros de Aguascalientes y se retira en 1975.
Fue incluido en el Salón de la fama del Beisbol profesional Mexicano en 1983.

## Vida personal
Trabajó y se jubiló en la Compañía Minera de Cananea. Su honorabilidad lo llevó a participar y ser electo presidente Municipal de Empalme. Ya jubilado, enseñaba béisbol a los jóvenes.